# Forschungen und Werke zur Erziehungswissenschaft
Die Buchreihe Forschungen und Werke zur Erziehungswissenschaft wurde von 1925 bis 1936 von Peter Petersen, einem Pädagogen und Professor an der Universität Jena, herausgegeben. Der erste Band erschien bei der Frommannsche Buchh. in Jena, alle spätere Bände beim Böhlau Verlag. Insgesamt erschienen 23 Bände. Die Bände 13, 14 und 20 bilden außerdem ein dreiteiliges Werk, in dem die Grundzüge des Jena-Plans zusammengefasst werden.
Eine Mehrzahl der Autoren haben in den 1920er und 1930er Jahren an der Universität Jena promoviert. Über den späteren Werdegang von einigen Autoren ist nichts bekannt. Zwei der Werke (Nr. 7 und 8) wurden nach 1945 wiederaufgelegt.

## Liste
| Band | Titel | Mitwirkende                                                                                          | Jahr        | Umfang/Format | Bemerkungen |
| ---- | --- | --- | ----------- | --- | --- |
| 01   | Die Aufgaben des neuen Berufsschulwesens und die Berufsschulgemeinde im Lichte der Jugendkunde und sozialer Politik                                                                                     | Hrsg.: Peter Petersen (Pädagoge); Waldemar Zimmermann                                                | 1925        | VIII, 196 S. | Zimmermann war zu dieser Zeit Professor für Volkswirtschaftslehre und Sozialpolitik an die Universität Hamburg, wo Petersen 1920 habilitierte und bis 1923 als Privatdozent wirkte |
| 02   | Innere Schulreform und neue Erziehung : Gesammelte Reden und Aufsätze | Verfasser: Peter Petersen (Pädagoge);                                                                | 1925        | VIII, 318 S. | |
| 03   | Eine Grundschule nach den Grundsätzen der Arbeits- und Lebensgemeinschaftsschule | Verfasser: Peter Petersen (Pädagoge); Hans Wolff                                                     | 1925        | VIII, 146 S. | Darstellung der 1844 gegründeten Jenaer Universitäts-Übungsschule, an der im Jahr 1925 Dr. Phil. Hans Wolff (1897-?) Leiter der Grundschule war; Digitalisat des Werks abrufbar unter http://gateway-bayern.de/BV044536960                                                                               |
| 04   | Die neueuropäische Erziehungsbewegung | Verfasser: Peter Petersen (Pädagoge); Hans Wolff                                                     | 1926        | IV, 137 S. | |
| 05   | Die Odenwaldschule | Verfasser: Elisabeth Huguenin; Aus d. Franz. von Emmi Hirschberg; Vorwort: Peter Petersen (Pädagoge) | 1926        | XLIX, 83 S. : 1 Titelb., 8 S. Abb. | Mit einem Vorwort: „Die Stellung des Landerziehungsheims im Deutschen Erziehungswesen des 20. Jahrhunderts : Ein typologischer Versuch“; Petersen war mit dem Gründer der Odenwaldschule, Paul Geheeb befreundet. Dieses Werk wird oft als historische Quelle über die frühen Jahren der Schule zitiert. |
| 06   | Die Lehrerfrage in der Neuen Schule : Eine geschichtliche und grundsätzliche Darstellung des Problems Fach-, Klassen- oder Gruppenlehrer in der alten und in der neuen Schule                           | Verfasser: Vladimir J. Spasitsch                                                                     | 1927        | XXIV, 133 S. | Der Autor promoviert an der Universität Jena 1926-1927; Mit Vorwort von Peter Petersen: „Zur erziehungswissenschaftl. Begründg d. neuen Schullebens“ |
| 07   | Das Dorf als Erziehungsgemeinde | Verfasser: Johann Friedrich Dietz                                                                    | 1927        | VIII, 175 S. | Der Autor (1898—?) promovierte hiermit an der Universität Jena 1927; 2. Aufl. 1931; 3. Aufl. 1947 |
| 08   | Ausdruckspsychologie und praktische Pädagogik | Verfasser: Robert Reigbert                                                                           | 1929        | VIII, 152 S. : Mit 27 Übersichten im Text, 1 eingedr. physiognom. Beobachtungsbog., 3 eingedr. Schriftproben u. 2 eingedr. Persönlichkeitsbildern | Der Autor promovierte an der Uni Jena 1927-1928; 2. Aufl. 1931; 3. Aufl. 1947 |
| 09   | Der Kerl-(Mutter-)Typus und der Schalk-(Hetären-)Typus : Eine bildungs- und charakterologische Untersuchung                                                                                             | Verfasser: Heinrich Sesemann                                                                         | 1928        | VIII, 63 S. : 1 Taf. | Der Autor promovierte an der Universität Jena 1927/1928; 2. Aufl. 1938 |
| 10   | Die Kinderzeichnung nach Inhalt, Form und Farbe : Ein Beitrag zur Individual-Diagnostik | Verfasser: Pen-chen Hsü                                                                              | 1929        | III, 105 S. | Der Autor promovierte an der Universität Jena 1927/1928 |
| 11   | Die chinesische Erziehungslage im Hinblick auf die europäischen Reformen | Verfasser: Heinrich Sesemann;                                                                        | 1928        | III, 105 S. | Der Autor promovierte an der Universität Jena 1927/1928 |
| 12   | Das plastische Gestalten des Kleinkindes | Verfasser: Marta Bergemann-Könitzer                                                                  | 1930        | VI, 142 S. : 10 Taf. | Die Autorin (1874–1955) war Kunstpädagogin in Jena |
| 13   | Eine freie allgemeine Volksschule nach den Grundsätzen neuer Erziehung (Der Jena-Plan), Teilband 1: Schulleben und Unterricht einer freien allgemeinen Volksschule nach den Grundsätzen Neuer Erziehung | Verfasser: Peter Petersen (Pädagoge)                                                                 | 1930        | VIII XVI, 204 S. : Mit 2 Bildbeil. [Taf.] u. 6 graph. Darst. im Text                                                                              | Dieser Band gilt als das schulpädagogische Hauptwerk von Petersen vor 1933. |
| 14   | Eine freie allgemeine Volksschule nach den Grundsätzen neuer Erziehung (Der Jena-Plan), Teilband 2: Das gestaltende Schaffen im Schulversuch der Jenaer Universitätsschule 1925-1930                    | Verfasser: Peter Petersen (Pädagoge); Arno Förtsch;                                                  | 1930        | V, 116 S. : Mit 11 Bildtaf. | Der Autor promovierte an der Universität Jena 1932/1933 |
| 15   | Der Rechtsbrecher im Lichte der Erziehung : Kritisch aufbauende Gedanken aus der Praxis für die Änderung des Strafvollzuges                                                                             | Verfasser: Hanns Finke                                                                               | 1931        | 77 S. | Der Autor (1903—?) promovierte an der Universität Jena 1927 |
| 16   | Gestaltungslehre : Die Praxis eines zeitgemässen Kunst- und Werkunterrichts | Verfasser: Alfred Ehrhardt                                                                           | 1931 (1932) | 123 S. : Mit 132 Abb. | Der Autor arbeitete als Lehrer am Landerziehungsheim Gandersheim von 1924 bis 1930 und wurde später erfolgreicher Fotograf und Dokumentarfilmer |
| 17   | Selbständiges Rechnen des 2-7jährigen Kindes im Elternhaus und im ersten Schuljahr : Ein Beitrag zur Praxis des Rechnens in der Grundschule                                                             | Verfasser: Doris Jaehner                                                                             | 1931 (1932) | 123 S. : Mit 132 Abb. | Mit einem Anhang: „Selbständiger Rechnen in der Unterstufe der Jenaer Universitätsschule u. selbständiges Rechnen im 2.-4. Lebensjahr“ von Else Müller-Petersen (1891-1968), Pädagogin und Ehefrau von Peter Petersen                                                                                    |
| 18   | Religionsunterricht auf dem Grunde der Wirklichkeit und neuen Erziehung | Verfasser: Hans Dittmer                                                                              | 1932        | 99 S. | Der Autor promovierte an der Universität Jena in 1929 und wurde später ein bekannter Schriftsteller und Theologe |
| 19   | Freies Werkschaffen und Gestaltungstypen : Ein Beitrag zur pädaggogischen Charakterologie | Verfasser: Arno Förtsch                                                                              | 1933        | 220 S. : Mit 12 Taf., davon 2 in Vierfarbendr. u. 4 Textabb.                                                                                      | Der Autor promovierte an der Universität Jena 1932/1933 |
| 20   | Eine freie allgemeine Volksschule nach den Grundsätzen neuer Erziehung (Der Jena-Plan), Teilband 3: Die Praxis der Schulen nach dem Jena-Plan                                                           | Hrsg: Peter Petersen (Pädagoge)                                                                      | 1934        | XI, 368 S. : Mit 26 photogr. Abb. auf 4 schwarzen Taf., 11 Tab.-Taf. u. 1 farb. Doppeltaf.                                                        | |
| 21   | Jugendtypen aus Arbeitermilieu : Ein Beitrag zur Typologie der erwerbstätigen Jugend | Verfasser: Johannes Schmidt                                                                          | 1934        | 98 S. | Der Autor promovierte an der Universität Jena 1934/35 |
| 22   | Pädagogischer Realismus als Gegenwartsaufgabe | Verfasser: Heinrich Döpp-Vorwald                                                                     | 1935        | 103 S. | Der Autor promovierte 1925/26 und habilitierte 1938 bei Petersen an der Universität Jena; ab 1939 Dozent und später Professor an der Universität Münster und einer der bekanntesten Schüler von Petersen                                                                                                 |
| 23   | Unterrichtsführung im gruppenunterrichtlichen Verfahren (Jena-Plan) | Verfasser: Willi Schneider                                                                           | 1936        | VIII, 116 S. | Der Autor promoviert an der Universität Jena in 1936/1937 |